# Daylight (마룬 5의 노래)
"Daylight"(〈데이라이트〉)는 미국의 팝 록 밴드 마룬 5의 네 번째 정규 음반 Overexposed의 세 번째 싱글이다.

## 뮤직 비디오
- 감독 Jonas Åkerlund
- 팬들이 직접 찍은 영상을 모집하였다.[2] 이를 위해 "Daylight Project"라는 웹사이트가 만들어졌다.[3] 2012년 12월 10일에 공식 공개되었다.
- "Daylight는 두 가지 버전의 뮤직 비디오가 제작되었다. 그 중 두 번째 뮤직 비디오는 Playing For Change라는 프로젝트의 하나로 전 세계의 많은 음악가들이 참여했으며 모든 이익은 아이들을 위해 음악 학교를 짓는 비영리 단체에 후원된다고한다.

## 차트 성적 및 인증

### 주간 차트
| 차트 (2012년-2013년)                   | 순위 |
| -------------------------------------- | ---- |
| 오스트레일리아 (ARIA)                  | 19   |
| 오스트리아 (Ö3 오스트리아 탑 40)       | 35   |
| 벨기에 (울트라팁 플랑드르)             | 8    |
| 벨기에 (울트라팁 왈로니아)             | 13   |
| 캐나다 (캐나디안 핫 100)               | 5    |
| 체코 (IFPI)                            | 12   |
| 프랑스 (SNEP)                          | 74   |
| 독일 (미디어 컨트롤 AG)                | 75   |
| Iceland (Tonlist)                      | 10   |
| 아일랜드 (IRMA)                        |      |
| 이스라엘 (미디어 포레스트)             | 7    |
| 이탈리아 (FIMI)                        | 32   |
| Lebanon (The Official Lebanese Top 20) | 8    |
| Mexico Top Anglo (Monitor Latino)      | 7    |
| 네덜란드 (네덜란드스 탑 40)            | 29   |
| 뉴질랜드 (레코드 뮤직 NZ)              | 11   |
| 슬로바키아 (IFPI)                      | 38   |
| 대한민국 (가온 차트)                   | 5    |
| 스위스 (슈바이처 히트파라데)           | 53   |
| 영국 싱글 (오피셜 차트 컴퍼니)         | 63   |
| 미국 빌보드 핫 100                     | 7    |
| 미국 팝 송 (빌보드)                    | 1    |
| 미국 어덜트 탑 40 (빌보드)             | 1    |
| 미국 어덜트 컨템포러리 (빌보드)        | 2    |

### 연말 차트
| Chart (2013)                    | Position |
| ------------------------------- | -------- |
| Canada (Canadian Hot 100)       | 22       |
| Indonesia (Creative Disc Chart) | 29       |
| Italy (FIMI)                    | 83       |
| US Billboard Hot 100            | 35       |

### 인증
| 국가                                                  | 인증     | 판매량/출하량 |
| ----------------------------------------------------- | -------- | ------------- |
| 오스트레일리아 (ARIA)                                 | 플래티넘 | 70,000^       |
| 이탈리아 (FIMI)                                       | 골드     | 15,000*       |
| 뉴질랜드 (RMNZ)                                       | 골드     | 7,500*        |
| 미국 (RIAA)                                           | 플래티넘 | 1,000,000^    |
| *판매량을 기반으로 한 인증 ^출하량을 기반으로 한 인증 |          |               |

## 크레딧
녹음 장소
- 녹음 – 콘웨이 스튜디오 (미국 캘리포니아주 로스앤젤레스)
- 믹싱 – 믹스스타 스튜디오 (미국 버지니아주 버지니아 비치)

크레딧
- 작사 및 작곡 – 애덤 리바인, 메이슨 레비, 맥스 마틴, SAMM
- 프로듀서 – 애덤 리바인, MdL, 맥스 마틴
- 백 보컬 – 브리 라슨, 맥스 마틴, 미키 매든, Savannah Buffet
- 드럼 – MdL, 쉘백
- 엔지니어 (믹싱 보조) – Phil Seaford
- 엔지니어 (보조) – Eric Eylands
- 엔지니어 (믹싱) – John Hanes
- 기타 (추가적), 보컬 (추가적), 키보드 (추가적) – 맥스 마틴
- 믹싱 – Serban Ghenea
- 프로그래밍 (추가적) – 맥스 마틴, 쉘백
- 프로그래밍, 키보드 – MdL
- 녹음 – 노아 "메일박스" 패소보이(Noah "Mailbox" Passovoy)

크레딧 출처 - A&M/옥톤 Overexposed